# Urządzenie LUT
Urządzenie LUT (niem. Lageunabhängiger Torpedo, dosł. „torpeda niezależna od pozycji”) – urządzenie stosowane w różnego typu torpedach niemieckich z okresu II wojny światowej, wyposażonych w system programowania kursu. Torpedy LUT dokonywały zwrotów według wcześniej zaprogramowanego schematu, który można było dostosować do kursu celu. Wprowadzone na wyposażenie w lutym 1944, zostały zaprojektowane i zbudowane zbyt późno aby odegrać jakąkolwiek rolę podczas bitwy o Atlantyk. Ze względu na charakterystyczny tor, torpedy LUT (jak i podobne do nich FAT) nazywa się czasem torpedami pętlowymi, manewrującymi lub zig-zag.

## Główne założenia
Torpedy manewrujące zaprojektowano by ułatwić trafienie w cel atakowany z dużej odległości (silna obrona konwojów spowodowała, że niemieccy kapitanowie w 1943 atakowali z dystansów przekraczających 3000 m). Jednym z głównych ograniczeń torped z pierwszym typem programatora schematu manewrowania była zależność od inklinacji celu – aby tor torpedy pokrywał się z torem konwoju, poza ustawieniami torpedy należało ustalić odpowiednio U-Boota. Programator LUT umożliwiał torpedzie wykonanie dodatkowej zmiany kursu, eliminując problem inklinacji, oraz dowolne ustawienie momentu, w którym torpeda rozpoczynała wykonywanie manewrów. Niemiecka nazwa torpedy w wolnym tłumaczeniu oznacza torpedę niezależną od inklinacji celu.

## Zasada działania

Jedna z możliwych tras torpedy LuT, widać wyraźnie dwie zmiany kursu torpedy przed rozpoczęciem manewrowania

Tuż po wystrzeleniu torpeda skręcała dzięki żyroskopowi o wyznaczony kąt (mogła też być wystrzelona na wprost), a następnie biegła torem prostoliniowym. Po przebyciu wyznaczonej odległości, ustalanej jako wielokrotność 100 metrów, dzięki drugiemu żyroskopowi torpeda mogła skręcić po raz drugi, wchodząc na kurs prostopadły do kursu celu. Następnie sterowana programatorem torpeda płynęła prosto i po pokonaniu zaprogramowanej odległości (od 0 do 1500 m), zawracała; ponownie przebywszy ten sam dystans, zawracała ponownie, wykonując zwrot w przeciwną stronę. W ten sposób, kolejne proste odcinki były ułożone równolegle, postępowo w kierunku prostopadłym do kursu celu. Pierwszy przebieg wynosił połowę zaprogramowanej odległości, aby ustalić wzorzec manewrowania torpedy na osi kursu celu. Manewry powtarzane był do momentu wyczerpania akumulatorów lub paliwa pocisku. Prędkość postępowa torpedy (czyli prędkość z jaką poruszała się wzdłuż linii prostopadłej do kolejnych odcinków) była zależna od długości prostych odcinków; dla torpedy płynącej z prędkością 30 węzłów i wykonującą maksymalnie długie, 1500-metrowe przebiegi, wynosiła ona ok. 5 węzłów; dla odcinków 500-metrowych wynosiła ok. 10 w.; maksymalną, z bardzo krótkimi odcinkami (na tyle długimi, by torpeda nie uderzyła w cel w czasie zwrotu, pod ostrym kątem, co mogło uniemożliwić zadziałanie zapalnika), ustalono na 20 w.

## Użycie bojowe
Torpedy LUT były wprowadzone na samym końcu wojny – przypuszcza się, że niemieckie okręty podwodne wystrzeliły najwyżej 70 sztuk torped z tego typu programatorami. Kolejnych kilkadziesiąt programatorów zostało użytych na modyfikowanych w celu uzyskania dalekiego zasięgu, wolno płynących torpedach T3d Dackel, które wystrzeliwano z jednostek nawodnych przeciwko okrętom zgromadzonym w Zatoce Sekwany.